# Sogolabis scapheus
Sogolabis scapheus är en mångfotingart som beskrevs av Chamberlin 1920. Sogolabis scapheus ingår i släktet Sogolabis och familjen småjordkrypare.
Artens utbredningsområde är Guatemala. Inga underarter finns listade i Catalogue of Life.